# ピーテル・ファン・デル・ヘイデン
ピーテル・ファン・デル・ヘイデン（オランダ語: Pieter van der Heyden、1530年頃 - 1572年以降）は、フランドルの彫版職人。ピーテル・ブリューゲルなど、当時の有力な画家の原画をもとに版画を制作した。

## 概略
1630年ころアントウェルペンで生まれたと考えられている。誰から版画を学んだかは知られていないが、1655年にアントウェルペンの聖ルカ組合の親方になった。アントウェルペンで出版業を始めたヒエロニムス・コックのために、当時フランドルで有名になっていた前の世代の画家や同時代の画家の作品をもとに多くの版画を制作した。
ファン・デル・ヘイデンが版画にした作品の作者にはヒエロニムス・ボスやピーテル・ブリューゲル、フランス・フロリス、ランベール・ロンバールらがいた。
ラテン語に訳した名前、「Peter Mercinus」からPMEのモノグラムをしばしば用いた。ファン・デル・ヘイデンが制作した版画の最後の日付が解っている作品は1672年のものである。

## 作品

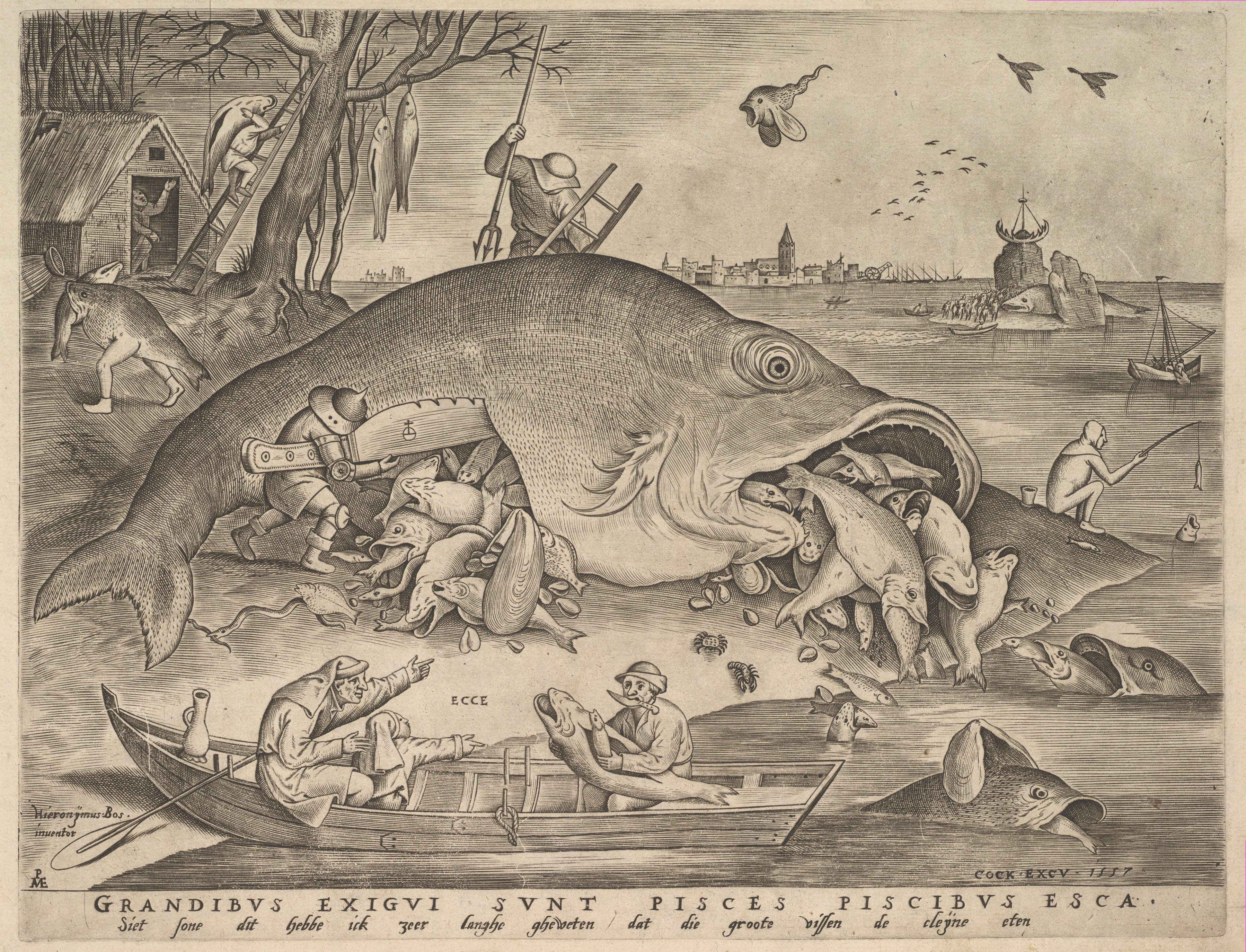
「大きな魚は小さな魚を食う（ピーテル・ブリューゲルの原画による）」1557年、メトロポリタン美術館蔵
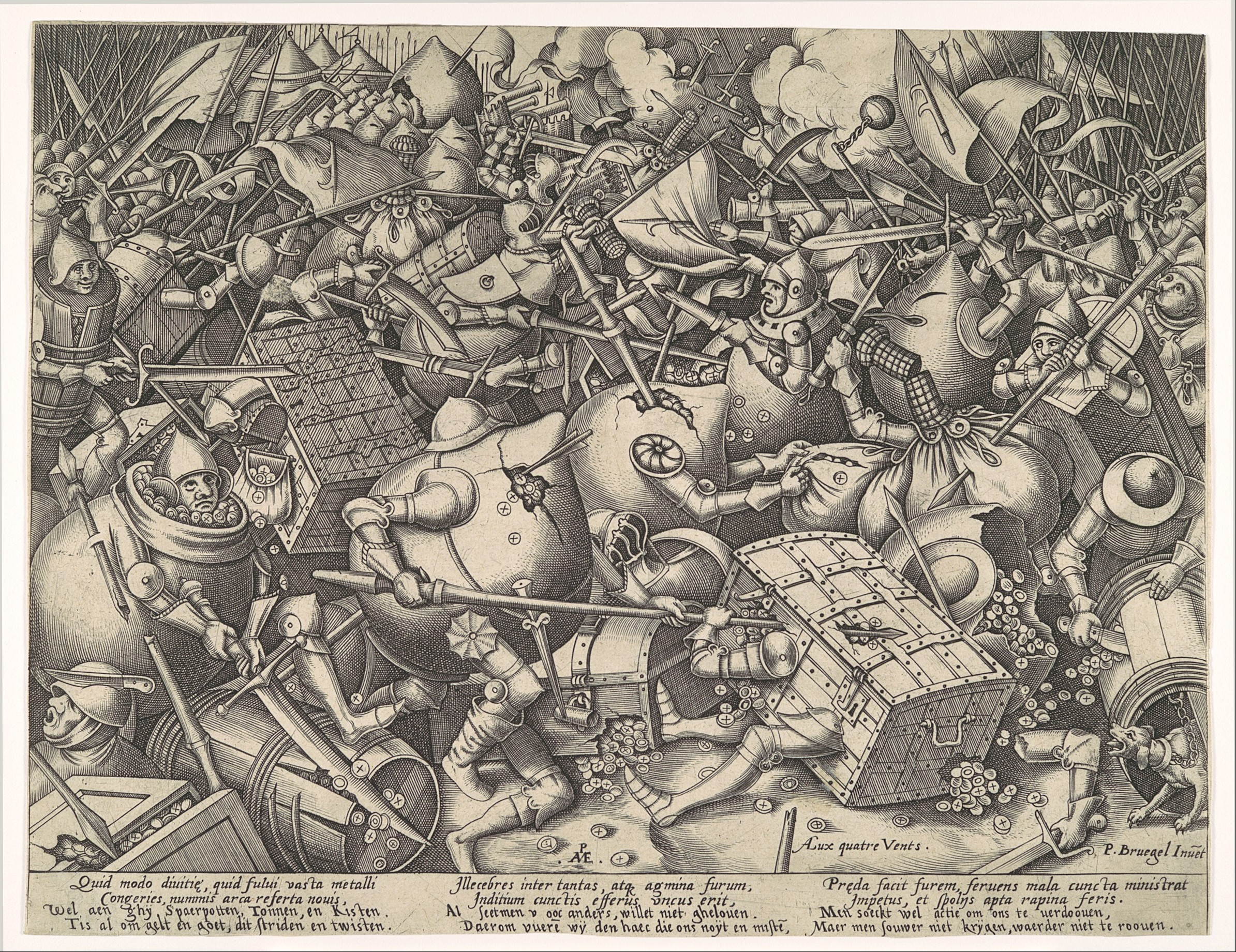
「金銭の戦い（ピーテル・ブリューゲルの原画による）」1570年以降、メトロポリタン美術館蔵
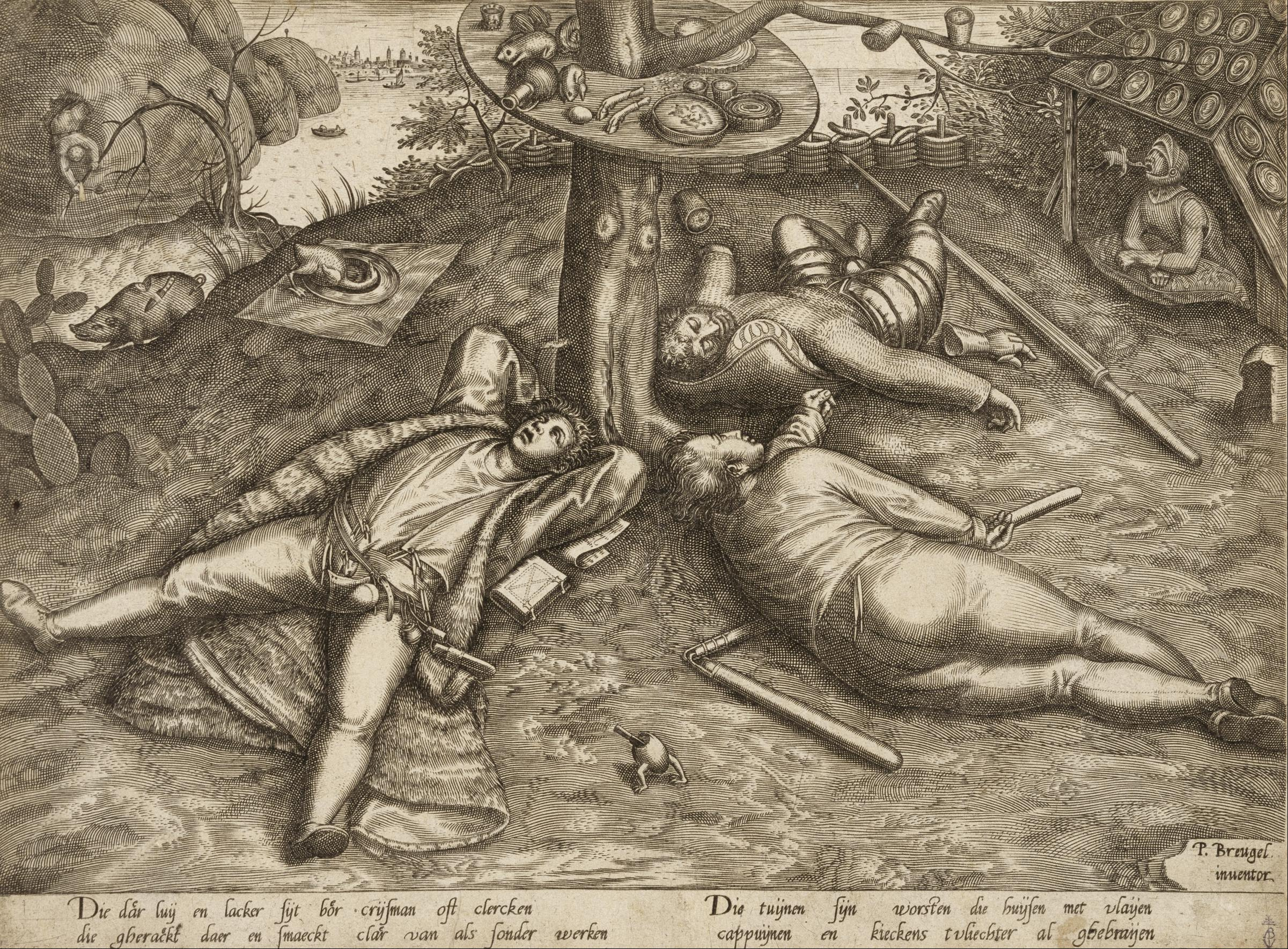
「怠け者の天国（ピーテル・ブリューゲルの原画による）」16世紀、ヒューストン美術館蔵
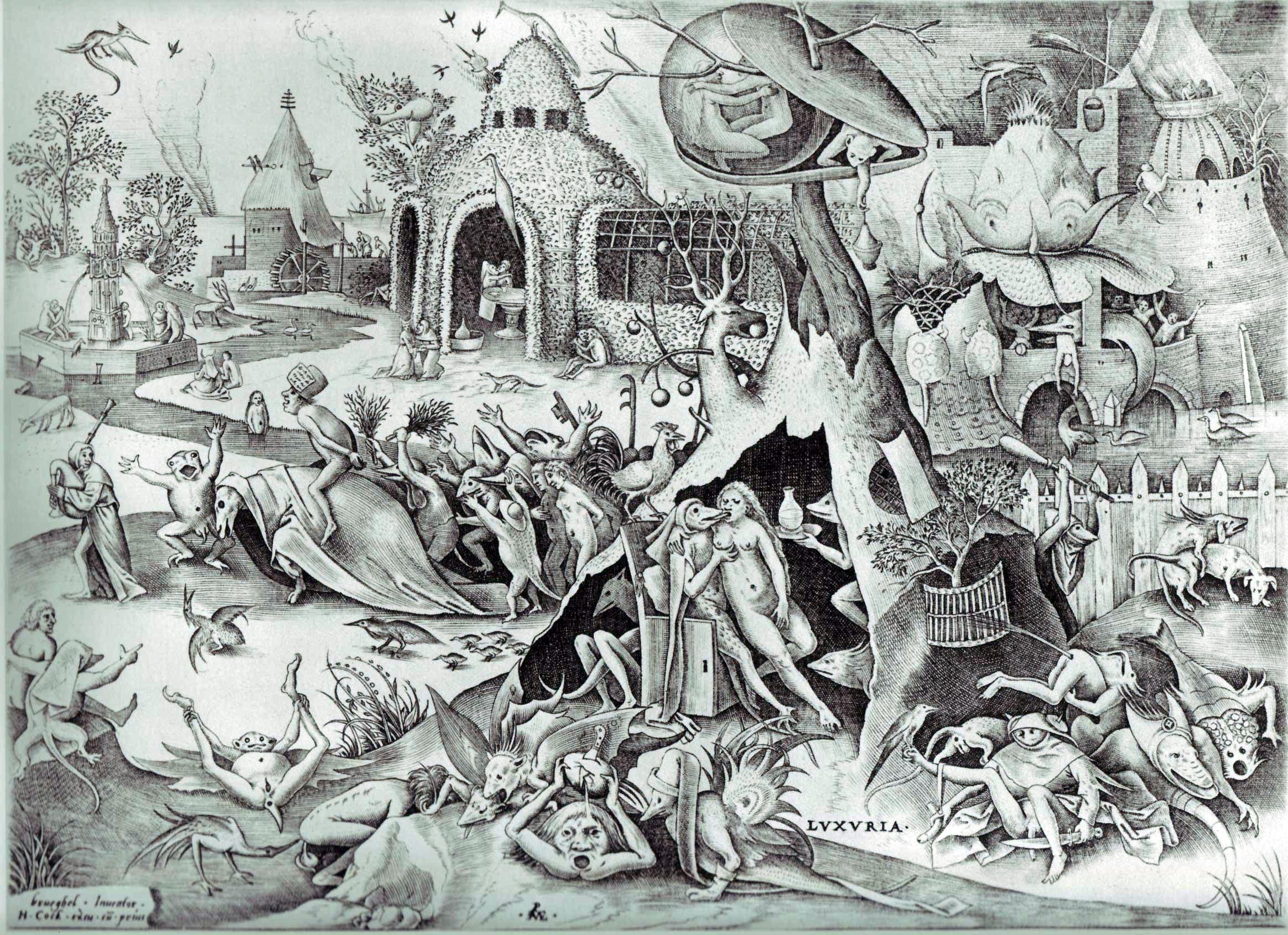
「邪淫（ピーテル・ブリューゲルの連作『七つの大罪』による）」16世紀